# Allylchlorid
Allylchlorid je organická sloučenina, chlorovaný derivát propenu (patří tedy mezi halogenderiváty). Je prakticky nerozpustný ve vodě ale dobře rozpustný v běžných organických rozpouštědlech. Většinou se převádí na epichlorhydrin, který se používá ve výrobě plastů. Je to alkylační činidlo, což jej činí nebezpečným při skladování.

## Výroba a příprava

### V laboratoři
Allylchlorid poprvé připravili roku 1857 Auguste Cahours a August Hofmann reakcí allylalkoholu s chloridem fosforitým. Moderní návody upřednostňují tento postup před poměrně drahým použitím chloridu fosforitého s kyselinou chlorovodíkovou a katalyzátorem, jako je například chlorid měďný.

### V průmyslu
Allylchlorid se vyrábí chlorací propenu. Při nižších teplotách vzniká 1,2-dichlorpropan, ovšem je-li teplota vyšší než 500 °C, převažuje allylchlorid, který se tvoří radikálovou reakcí:
CH3CH=CH2 + Cl2 → ClCH2CH=CH2 + HCl
Tímto způsobem bylo v roce 1997 vyrobeno asi 800 000 tun allylchloridu.

## Použití
Výrazná většina allylchloridu se převádí na epichlorhydrin.
Jakožto alkylační činidlo se allylchlorid používá na výrobu léčiv a pesticidů jako je allylisothiokyanát.

## Reakce
Jako ukázka reaktivity allylchloridu může posloužit jeho reakce s hořčíkem:
2 ClCH2CH=CH2 + Mg → (CH2)2(CH=CH2)2 + MgCl2
či kyanace na allylkyanid (CH2=CHCH2CN):
2 CH2=CHCH2Cl + KCN → CH2=CHCH2CN + KCl

## Bezpečnost
Allylchlorid je toxický a hořlavý. Pokud se dostane do očí, může způsobit zhoršení zraku.